# Конова, Кина
Кина Конова (в девичестве Мутафова; сентябрь 1872, Севлиево, Османская империя — 2 мая 1952, София, Болгария) — болгарская учительница, переводчик и журналист, активистка движения за права женщин в Болгарии.

## Биография
Кина Мустафова родилась в сентябре 1872 года в болгарском городке Севлиево. У неё было два брата: Сава, работавший учителем, и Христо, известный местный печатник и книготорговец; оба придерживались социалистических взглядов. Окончила начальную школу в своём родном городе, а 1889 году — среднюю школу для девочек в Габрово. С 1889 по 1890 годы работала учительницей, а также стала одной из сооснователей первой местной женской социалистической организации — «Общество друзей. Женское отделение» (болг. Пиринска дружинка. Женски клон). Этим обществом были организованы переводы на болгарский язык (в основном, с русского) статей и книг, часть из которых затрагивала «женский вопрос»: «Убыточность незнания» (болг. Загуба на незнанието) Николая Шелгунова, «Об уважении к женщине» (болг. За освобождението на жената) Ивана Тарасова, «Исторические судьбы женщин» (болг. Историческата съдба на жената) Серафима Шашкова и др.
Поскольку Софийский университет ещё не принимал женщин, в 1890 году уехала учиться в Женеву. В июле 1891 года вернулась в Севлиево для того, чтобы договориться о дальнейшем своём обучении в Швейцарии, однако ей пришлось остаться в Болгарии дольше, чем было запланировано. Она начала преподавать в своём родном городе, а в 1892 году вышла замуж за Андрея Конова, учителя, юриста, члена словацкого парламента. Вскоре после этого пара уехала в Швейцарию, где Кина продолжила учёбу (согласно её воспоминаниям, в области социальных наук; согласно другим источникам — в области акушерства). После возвращения пары домой Кина Конова возобновила преподавание в Севлиево, и в 1897 году основала там женскую организацию «Надежда». Будучи его председателем, она организовала воскресную школу для неграмотных людей, читальный зал для женщин и множество образовательных лекций.